# 綾小路翔
綾小路 翔（あやのこうじ しょう、1976年4月26日 - ）は、日本の歌手。氣志團のメインボーカル担当。
千葉県君津市出身で、両親は岩手県遠野市の出身。身長184cm、59kg、血液型はB型。愛称は「翔やん」「團長」など。キャッチコピーは「房総の狂犬」「永遠の16歳（シックスティーン）」。既婚。1児の父。

## 来歴
君津市立周西中学校、千葉県立天羽高等学校卒業。1997年、地元の同級生だった早乙女光、毒蝮愛、白鳥雪之丞と氣志團を結成。学生服にリーゼントというスタイルは、綾小路の提案。その後、毒蝮愛が脱退し西園寺瞳、星グランマニエ、白鳥松竹梅が加入する。結成当時はインストゥルメンタル・バンドだったためギタリストだったが、のちに西園寺と星が加入したため、ボーカリストとなる。
2001年7月、東芝EMIよりメジャーデビュー。10月、ニッポン放送にて『氣志團 綾小路"セロニアス"翔のオールナイトニッポン』が放送開始。
2010年3月、FANTAに、Ayanocozey名義でベーシストとして参加。CMにも出演し、楽曲「Fantastic Love」の作詞を担当。2011年10月19日、後藤真希とユニット「綾小路翔<愛愛傘>後藤真希」名義で『Non stop love 夜露死苦!!』リリース。12月21日、Marty Friedmanとユニット「綾小路翔 vs マーティ・フリードマン」名義で『SAMURAI STRONG STYLE』リリース。2013年11月24日 - 2013年12月29日、宮藤官九郎作・演出の舞台『高校中パニック！小激突！！』に俳優として出演。劇中音楽にも携わる。2015年9月2日に、森山直太朗とユニット「綾小路翔と森山直太朗」で『ライバルズ』リリース。2021年9月1日、君津市は市制施行50周年を迎えるとともに、市のPR動画などに出演するボランティア団体「きみつ大好きだぜ！応援團」のメンバー募集動画を公開。綾小路は君津市立周西中学校在学時に、当時音楽教諭だった君津市長の石井宏子の教え子だった縁もあり、同団体の團長に就任。動画で團員募集を熱く訴えた。
声帯炎治療とリハビリに専念するため、2023年1月3日に東京・日本武道館で行われた結成25周年記念ライブ「THE GIGS」をもって氣志團のコンサート活動を無期限で休止。2月18日、喉の手術を行ったことを報告。6月16日、同年秋に復帰することを発表。8月6日、歌唱復帰に向けて、再び声帯の手術を受けたことを公表。

## 人物
- 影響を受けたアーティストとして、COBRA、BOOWY、筋肉少女帯、岡村靖幸、THE BLUE HEARTS、THE YELLOW MONKEY、BUCK-TICK、チェッカーズ、清水宏次朗、光GENJIなどを挙げている。
- お笑いタレントのまちゃまちゃとは生まれた病院も同じで、千葉県君津市立周西（すさい）中学校で同級生だった。[9]
- GLAYのTAKUROとはトルコのカッパドキアに現地集合で旅行したり、男闘呼組のライブを観に行ったり等で仲が良い。[9]
- 子供時代、一家揃って『ビートたけしのスポーツ大将』の「家族リレー」コーナーに出演、2位になったことがある[10]。
- 綾小路と似ているDJ OZMAに関しては、本人は長らく「知人」と公言していた。しかし、2013年11月17日に放送のトーク番組『おしゃれイズム』（日本テレビ系）において、同一人物であることを認めた[11]。
- 20th Centuryの井ノ原快彦、森山直太朗、宇多田ヒカルとはいわゆる「イツメン」。
- 既婚者で1児の父。
- 志村正彦（フジファブリック）はバイト先の後輩にあたる。ある時志村から「音楽をやめて山梨に帰ろうと思う」と打明けられた際、綾小路が「帰るなら『茜色の夕日』を俺にくれ」と本気で頼んだところ、志村は帰るのを思い止まった。
- 嫌いな食べ物はレーズンパン。
- 2006年12月31日にDJ OZMAとして出演した『第57回NHK紅白歌合戦』での演出トラブルが原因となり、長年にわたって、NHK（日本放送協会）の番組に出演できない事態が続いていた[12]。しかし、地方局のローカル番組ではあるが、2024年3月26日に放送したNHK盛岡放送局製作の夕方ニュース番組『おばんですいわて』に登場したため、約18年ぶりにNHKの番組に出演したことになった[12][13][14]。
- 2007年、THE ALFEEの高見沢俊彦のソロシングル第一弾の「千年ロマンス」に作詞とコーラスで参加した。発売当時の帯やウェブ上のキャッチコピーでは、「“平成の柿本人麻呂”こと木更津の暴走吟遊詩人」と表現した[15][16]。

## 賞歴
- 2019年 - みうらじゅん賞

## 出演
※「綾小路翔」名義のソロ活動のみ。「氣志團」「DJ OZMA」「矢島美容室」も合わせて参照。
バラエティ番組
- ウタガミ （2013年1月11日、フジテレビ） - 司会
- 深夜喫茶スジガネーゼ （2014年10月18日 - 、フジテレビ）
- 深夜喫茶スジガネーゼ〈延長営業〉（2014年11月12日 - 、フジテレビNEXT）
- 笑わせたもん勝ちトーナメント KYO-ICHI（2016年、フジテレビ） - ナレーション
- 綾小路きみまろTV（2020年5月25日、チャンネルNECO）
- ごぶごぶ（2021年11月16日・23日、毎日放送）
- HITOSHI MATSUMOTO presents ドキュメンタル（2022年、Amazonプライム・ビデオ） - シーズン11出演

CM
- ファンタ - Ayanocozeyとして、FANTAのメンバーと共演（2010年）
- 任天堂「リズム天国 ザ・ベスト+」（2015年）
- クレディセゾン（2015年） - 武田梨奈と共演
- KIRIN「氷結」（2016年） - 真木よう子、松坂桃李と共演

ニュース・情報番組
- ZIP!（2022年11月4日 - 25日、日本テレビ） - 2022年11月度月替わり金曜パーソナリティー
- おばんですいわて（2024年3月26日、NHK盛岡放送局）

ラジオ
- オールナイトニッポンPremium（2017年、ニッポン放送） - 月曜パーソナリティ
- 俺達には土曜日しかない（2022年10月1日 - 、TBSラジオ） - パーソナリティ
- アコム Somethin'New（2024年8月5日 - 、FM802）- 2024年8月月替わりゲスト出演

映画
- 星くず兄弟の新たな伝説（2018年1月20日公開、マジックアワー、監督：手塚眞） - 新人ミュージシャン 役

アニメ映画
- ONE PIECE THE MOVIE オマツリ男爵と秘密の島（2005年3月5日公開、東映、監督 : 細田守） - コテツ 役（特別出演・氣志團が主題歌を担当）

## ディスコグラフィ
※ 「綾小路翔」名義のソロ活動のみ。「氣志團」「DJ OZMA」「矢島美容室」も合わせて参照。
シングル
- Non stop love 夜露死苦!!（2011年10月19日） - 「綾小路翔<愛愛傘>後藤真希」名義
- SAMURAI STRONG STYLE（2011年12月21日） - 「綾小路翔 vs Marty Friedman」名義。※映画『仮面ライダー×仮面ライダー フォーゼ&オーズ MOVIE大戦MEGA MAX』主題歌
- ライバルズ（2015年9月2日） - 「綾小路翔と森山直太朗」名義

## 楽曲提供
- 田原俊彦
  - Mr. BIG（作詞）[19]

- 山本譲二&松居直美
  - 事実は小説よりも奇なり（作詞・作曲）[20]
- ROF-MAO
  - 勝利の歌～最強無敵ナンバーワン～（作詞・作曲）[21]